# Frank Otto
Frank Markus Otto (Berlino, 10 febbraio 1958) è un ex pallanuotista tedesco, vincitore di una medaglia di bronzo alle olimpiadi di Los Angeles 1984.